# Lente d'acqua dolce

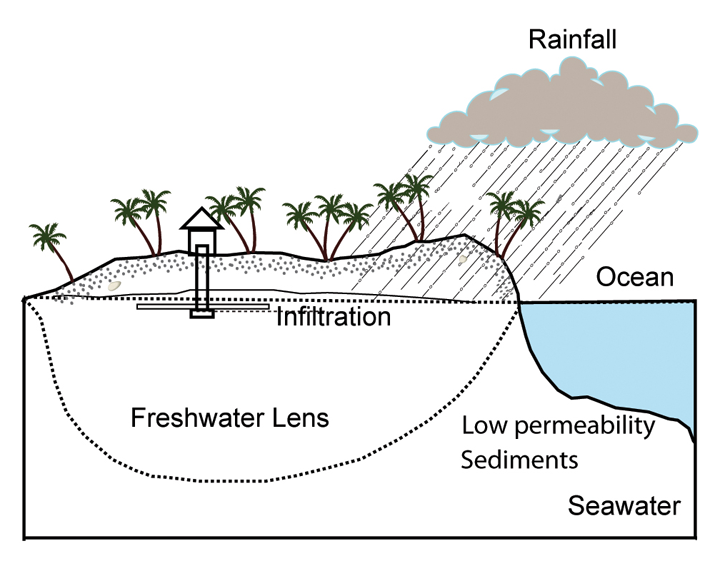
Un esempio di lente d'acqua dolce

In idrogeologia, una lente d'acqua dolce (in inglese freshwater lens), o lente di Ghyben-Herzberg, è uno strato lenticolare di acqua dolce flottante sopra una massa di acqua salata a maggior densità, generalmente osservabile nel sottosuolo delle isole coralline e degli atolli, dei tomboli e di alcune tipologie costiere.

## Descrizione
Nei periodi di forti precipitazioni, parte dell'acqua piovana, equivalente a circa la metà delle precipitazioni totali, non viene assorbita dalla flora di superficie e penetra nel sottosuolo, percolando attraverso gli strati di terreno fino a saturarli e accumulandosi a una profondità approssimativamente pari al livello del mare. La falda di acqua dolce che si viene così a formare è soggetta a intrusioni di acqua salata marina, che sfumano i confini tra le due falde in una zona di mescolamento e possono dare origine al fenomeno del cuneo salino, provocando la contaminazione dell'acqua dolce e una conseguente diminuzione della effettiva risorsa idrica dolce sotterranea.
I fattori determinanti per la formazione di una lente d'acqua dolce sono la permeabilità del suolo e la presenza di abbondanti precipitazioni. La falda acquifera è, infatti, soggetta a una ricarica pari alla differenza tra la quantità di precipitazioni infiltratesi nella falda e la variabile di evapotraspirazione. Un altro fattore geologicamente significativo è il diametro della parte emersa dell'isola: è stato osservato che isole con un diametro inferiore ai  200 m sviluppano di rado una lente d'acqua dolce.
Riassumendo i diversi fattori alla base dell'idrogeologia delle lenti d'acqua dolce, è possibile ricavare la seguente formula:
{\displaystyle Z_{max}={\frac {Y+(Z_{td}-Y)R}{B+R}}\cdot KCT_{r,s,w,y,m}}
dove {\displaystyle Z_{max}} è la profondità massima raggiungibile dalla lente, in funzione dell'estensione della parte emersa dell'isola ({\displaystyle Y} e {\displaystyle B}), del tasso di precipitazioni ({\displaystyle R}), della profondità degli strati geologici impermeabili sotterranei, o discontinuità di Thurber ({\displaystyle Z_{td}}), della porosità del terreno imbibito di acqua dolce ({\displaystyle K}), dell'influenza geologica delle barriere rocciose circostanti ({\displaystyle C}), e della misura del regime delle precipitazioni ({\displaystyle T}) in relazione ad alcune variabili afferenti alla geografia del territorio e al periodo dell'anno preso in considerazione.
La misura di {\displaystyle Z_{max}} è suscettibile a variazioni in funzione dei parametri delle precipitazioni. Variazioni stagionali di moderata entità sono frequenti, ma una forte diminuzione di {\displaystyle R} (la quantità delle piogge) è in grado di determinare un drastico abbassamento dell'estensione della lente. Questo fenomeno è stato osservato, per esempio, durante la siccità che colpì le Isole Marshall nel 1998.